# Assitan Diallo
Pour les articles homonymes, voir Diallo.
Assitan Diallo Djilla, née le 9 août 1966 à Bamako, est une femme politique malienne.

## Biographie
Assitan Diallo obtient en 1989 un baccalauréat scientifique au lycée des jeunes filles de Bamako, où elle milite au sein de l'Union Nationale des Jeunes du Mali (UNJM), avant d'étudier à l'École des hautes études pratiques de Bamako jusqu'en 1992.
Elle travaille alors au service crédit de la Bank of Africa puis comme comptable-gestionnaire à Shell Mali. En 1990, elle se marie avec le footballeur et agent d'assurance Mohamed Djilla ; le couple musulman a trois enfants.
En 1995, elle adhère au Parti pour la renaissance nationale (Parena) ; présidente des femmes du quartier de Quizambougou, elle est aussi secrétaire aux affaires sociales de la section de la commune II de Bamako. Elle sera par la suite élue conseillère municipale à la mairie de la Commune II de Bamako.
Membre de l'Alliance pour la démocratie au Mali-Parti africain pour la solidarité et la justice (ADEMA-PASJ), elle est élue députée à l'Assemblée nationale dans la commune II de Bamako aux élections législatives maliennes de 2020.